# Grammatrain
Grammatrain foi uma banda de rock de Seattle, Washington dos anos 1990.  A música deles foi bastante influenciada por bandas como Soundgarden, Nirvana, Metallica, Pearl Jam, Led Zeppelin e The Doors, mas ainda assim diferenciada, e certamente única em meio a bandas cristãs.
A banda gravou uma Demo auto-intitulada em 1994, e um CD contendo a maioria das músicas acústicas em 1995. Depois de rapidamente assinar com a Forefront Records, eles lançaram seu primeiro álbum de estúdio, "Lonely House". O segundo álbum "Flying" veio em 1997. Ao mesmo tempo, Pete Stewart contribuiu tocando guitarra em faixas do álbum do dc Talk, Supernatural. Como a turnê foi tomando o pedágio da vida dos membros da banda, a banda acaba após a sua última performance ao vivo no dia 12 de julho de 1998 na Alemanha, documentada no álbum apropriadamente intitulado "Live 120798".
Seguido do fim do Grammatrain, Pete Stewart lança um álbum solo auto-intitulado e produziu a banda de Michael Tait, o Tait, tocando no primeiro álbum da banda. Ele também produziu quatro faixas do primeiro álbum solo de tobyMac. Depois disso, ele sumiu por algum momento, surgindo novamente com a banda The Accident Experiment em 2003.
Dalton Roraback passou a trabalhar na Indústria de Informação Tecnológica e a criar uma família. Hoje ele passa a maior parte do seu tempo com sua esposa e dois filhos.
Recentemente, os integrantes do Grammatrain se reuniram novamente e estão gravando um novo álbum. A expectativa é a de que esse álbum seja temáticamente diferente dos álbuns anteriores, uma vez que o vocalista Pete Stewart não se considera mais cristão.
No começo de 2009, o Grammatrain tocou dois shows de reunião: Um em Seattle e outro na Alemanha. Um EP em edição limitada com canções do próximo álbum da banda foi vendido em ambos os shows. Na primavera de 2009 o EP foi posto à venda. Parece que a gravação do álbum está falando mais que o previsto inicialmente, e a banda pode ter botado o EP para entrega, a fim de acalmar os fãs.
Em 2010, o Grammatrain lança o single "The Last Sound", escrito como um hino para o time de futebol de Seattle "Seattle Sounders FC". A canção foi tocada no Qwest Field, antes do inicio das partidas do Sounders, e o proprietário da Seattle Sounders FC, "Drew Carey" aprovou a canção e prometeu conseguir um vídeo adequado para a canção.

## Discografia
- Demo Tape - 1994
- Grammatrain - 1995
- Lonely House - 1995
- Flying - 1997
- Live 120798 - 1999, Review: HM Magazine[1]
- Kneeling Between Shields (ep) - 2009
- The Last Sound (single) - 2010

Grammatrain também teve uma participação no álbum comemorativo X, da Forefront Records, e também em álbuns tributo à bandas como Stryper, Petra, e Larry Norman.
SITES
myspace da banda
lastfm da banda
site da banda